# 国鉄客車の車両形式
国鉄客車の車両形式（こくてつきゃくしゃのしゃりょうけいしき）では、日本国有鉄道（国鉄）及び国鉄分割民営化により国鉄から車両を引き継いだJR各社が保有する客車の形式称号の付与方法について記述する。

## JR各社に現存する客車で使用されている体系
JR各社に現存する客車の形式称号の付け方は、国鉄で1953年（昭和28年）に制定された規程を踏襲しているが、完全に遵守している訳ではない。
| 重量記号 | 用途 | 所属 会社 | 形式 | _ | 固有番号 （車番） |
| -------- | ---- | --------- | ---- | - | ----------------- |
| 例) オ   | ハフ |           | 50   |   | 16                |
| 例) ス   | ロネ | E         | 27   | - | 1                 |

この内、○は車両の重量を表す記号、●は用途を表す記号、Aは形式を表す番号、Xは同一形式内の製造番号を表す。なお、_は空白（E26系はハイフン）を表す。

## 重量記号
換算両数も参照
| 記号     | 重量                | 中央値 | 換算両数 |
| -------- | ------------------- | ------ | -------- |
| （なし） | 2軸車               | -      | -        |
| コ       | 22.5t未満           | -      | =<2.0    |
| ホ       | 22.5t以上 27.5t未満 | 25t    | 2.5      |
| ナ       | 27.5t以上 32.5t未満 | 30t    | 3.0      |
| オ       | 32.5t以上 37.5t未満 | 35t    | 3.5      |
| ス       | 37.5t以上 42.5t未満 | 40t    | 4.0      |
| マ       | 42.5t以上 47.5t未満 | 45t    | 4.5      |
| カ       | 47.5t以上           | -      | 5.0=<    |

重量記号が付されるのは、ボギー客車のみである。二軸車（およびかつての三軸車）には重量記号は付されないため、記号は用途記号のみで標記される。
|    | ハ     | ハフ     | ロ     |
| -- | ------ | -------- | ------ |
| 30 | オハ30 | オハフ30 | オロ30 |
| 31 | オハ31 | オハフ31 | オロ31 |
| 32 | スハ32 | スハフ32 | スロ32 |
| 33 | スハ33 | オハフ33 | スロ33 |
| 34 | オハ34 | オハフ34 | スロ34 |
| 35 | オハ35 | スハフ35 | オロ35 |
| 36 | スハ36 | オハフ36 | オロ36 |

客車は機関車に牽引されることから、運用する際には常に重量を配慮する必要がある。従ってその形式記号の最初に重量記号が含まれている。用途記号が同じ同一車種（ロネ・ハネ・ハ・ニ等、またハとハフも区別する）については落成した順に形式番号を付けたため、重量記号のみが異なる形式番号（例えば、オハ35形に対するスハ35形）は存在しないのが原則であった。例としてハとハフについて、2軸ボギー車の最初の30 - 36の形式を表に示す。12系登場以後、形式番号の区分の仕方が変わったため国鉄末期時点ではこの原則が大幅に崩れ、形式番号が同じで重量記号のみが異なる車両が大量に出現した。
ここでの「自重」とは、客車自体の重量に、定員分の乗客又は規定積載量の荷物・郵便物の重量を加えたものをいう。従って、荷物車等には積載量を減らして重量クラスを落とす措置をしたものも存在する。(60系客車のスハニ→オハニ61や10系客車のオユ12/スユ13等が該当）
以下に国鉄およびJRグループでの客車重量記号を示す（多くは私鉄でも準用された）。重量記号には各クラス毎に語源がある。

### 記号なし
2軸の四輪客車と3軸の六輪客車。単に「ハ499」「ロ4820」（いずれも実在車号）と等級記号だけで表記する。
大半は明治から大正初期製造の木造車だが、例外的に改造車などでは昭和4年製造の気動車キハニ5000形が戦中にエンジンを降ろしたハニ5000形のように鋼製車体の車両も存在していたほか、JR時代にも2001年に至ってワム80000形貨車改造のハテ8000形 (8001) がJR北海道に登場した（2013年廃車）。
これ以降のクラスはボギー車となる。

### コ級
コ＝22.5t未満。現存しない。「小形（こがた）」の略とされる。 明治時代のボギー客車は、殆どがホ級であったが、北海道炭礦鉄道の客車は、台枠や台車の一部も木製であり、所属したすべての客車がコ級の小型ボギー車であった。JR化後も1両だけ車籍を有していたのが新幹線車両輸送限界測定用の試験車、コヤ90 1（1961年にオロ31 104の車体を撤去して測定用の鉄骨を設置。1990年3月1日廃車）である。

### ホ級
ホ＝22.5t以上27.5t未満。現存しない。「ボギー車→ボ→ホ」が語源という説と、「本形→ホンガタ→ホ」が語源という説がある。実際には「コ」級もボギー車である。明治末期 - 大正初期の二・三等用木造2軸ボギー客車である「中形基本客車」（ホハ12000形等）が代表的な例。

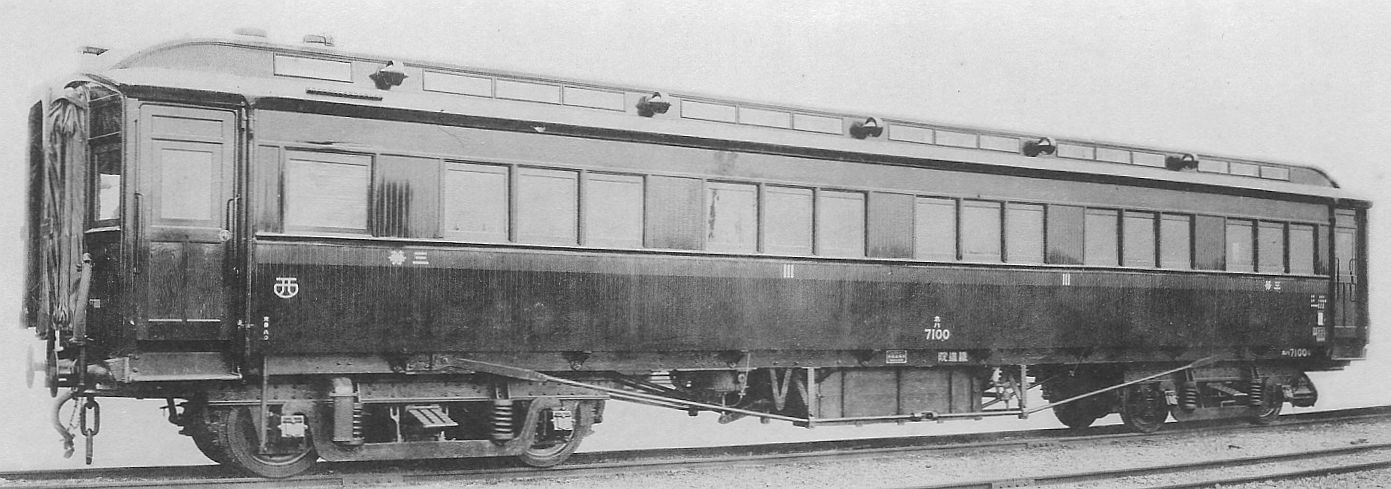
ホハ12000形（ホハ7100）

### ナ級
ナ＝27.5t以上32.5t未満。「中形→ナカガタ→ナ」、もしくは「並形→ナミガタ→ナ」が語源とされる。2軸ボギー車と3軸ボギー車とがあった時代に中形とされた2軸ボギー車が当初該当したと言われるが、のちには軽量車両の記号となった。
大正中期の木造2軸ボギー客車である「大形基本客車」（ナハ22000形等）や戦後の軽量客車ナハ10系、特急用の20系が代表例。
但し20系は1970年代以降の改装で実際の車重が「オ」級に増大してしまったが、表向きの形式である「ナ」は変えず、識別符号（三角印 ”△” ）を付けるだけでそのまま済ませた。
ナ級はJR化後もナハフ11形（2021・2022）が車籍を有して残存していたが、1995年（平成7年）に廃車となり一度消滅した。しかし4年後の1999年（平成11年）、JR北海道ナハ29000形（2018年廃車）が改造により登場したことにより復活し、現在はJR西日本ナハ35 4001（2017年製造）のみが該当する。

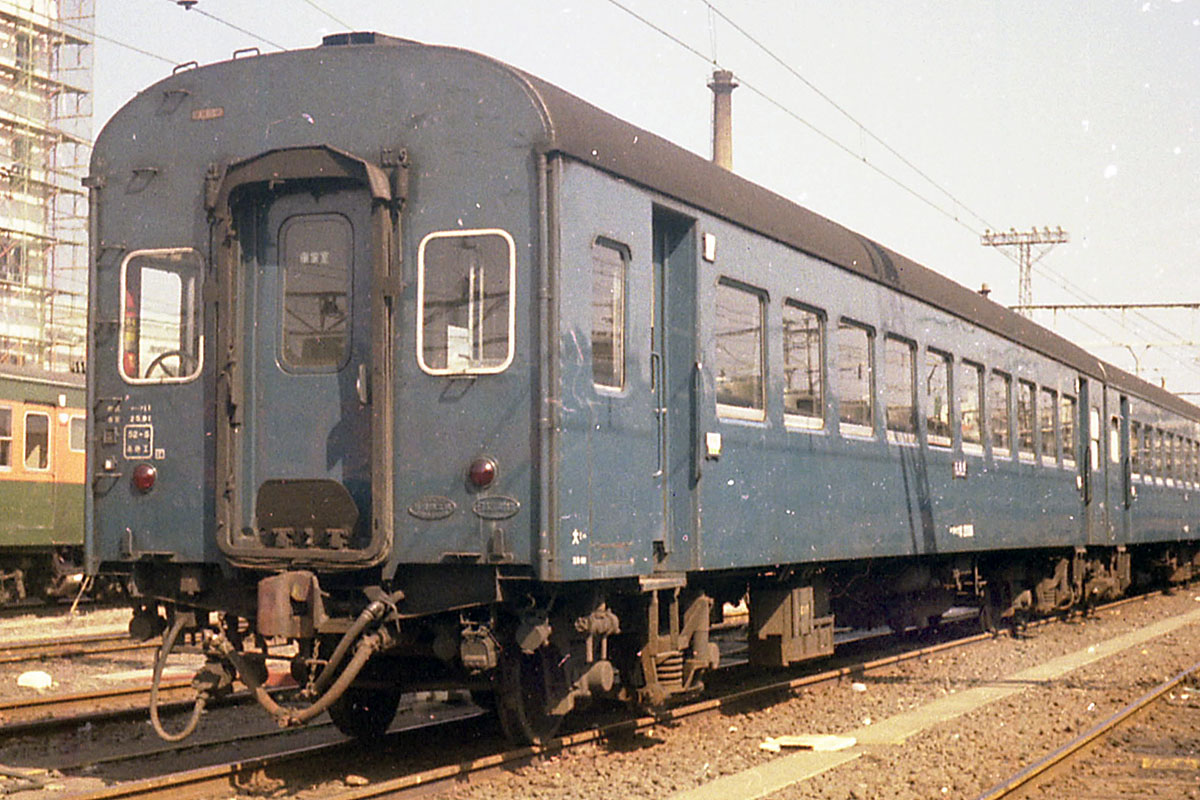
ナハ10系（ナハフ11）

### オ級
オ＝32.5t以上37.5t未満。「大形→オオガタ→オ」が語源とされる。当初は木造3軸ボギー車が「大形車」として該当した（例：1912年に製作された木造展望車オテン9020形など）。昭和時代に入り鋼製車体が普及すると通常形の2軸ボギー客車が該当するクラスとなった。
12系・14系・24系・50系など、1970年代以降に製造された国鉄客車の多くはこのクラスに該当する。

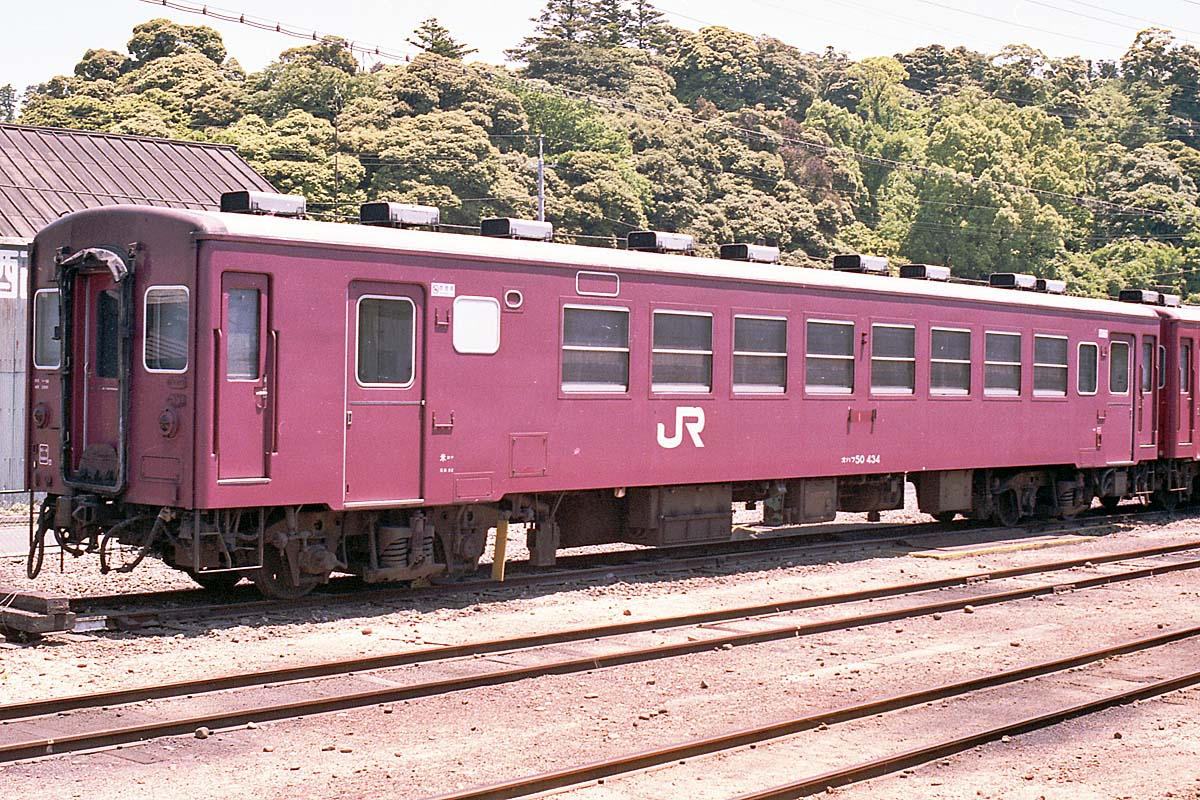
50系（オハフ50形）

### ス級
ス＝37.5t以上42.5t未満。「鋼鉄車→スチールカー→ス」が語源とされるが、「凄く大きい→ス」とする説もある。1927年以降鋼製車体の客車が登場したが、3軸ボギー車については重量が著しく増大したことからこのクラスとなった。2軸ボギー車でもスハ32形やスハ43形、スロ60形などかなり多数の形式が該当している。戦後に軽量構造が一般化した後は、電源エンジン搭載車や個室寝台車などが該当する。

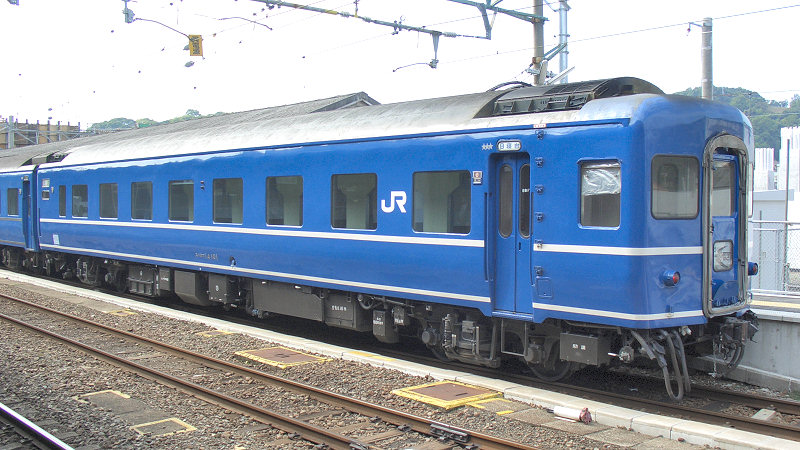
14系（スハネフ14形）

### マ級
マ＝42.5t以上47.5t未満。語源は英語のMaximum（極大）から「マキシマム→マ」であるという説が有力である。「ますます大きい→マ」「まことに大きい→マ」という説もある。
昭和初期の鋼製3軸ボギー客車の中でも、一部の優等車と重量荷物車が該当。戦後は「ス」級展望車・優等寝台車の冷房化改造で重量が増加し、「マ」級が増えた。
現在はマヤ35形などの事業用車両やE26系の食堂車（マシE26形）、77系客車の全車など少数が在籍する。

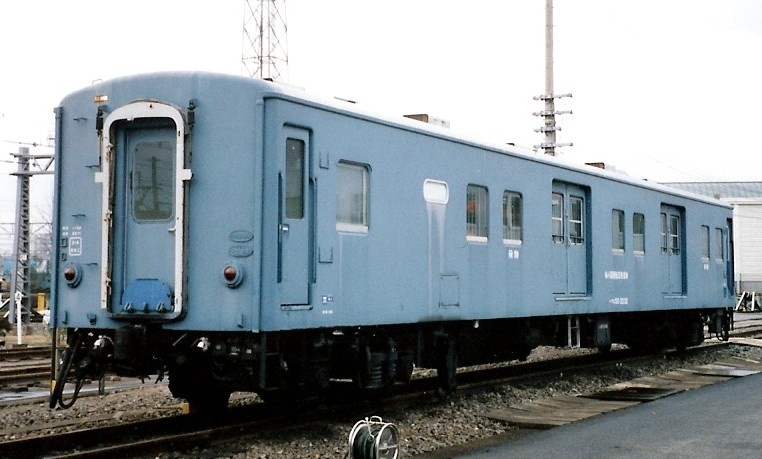
50系（マニ50形）

### カ級
カ＝47.5t以上。語源は、並外れて大きいという意味の「濶大（かつだい）」から「カツダイ→カ」。「限りなく大きい」、「格別に大きい」の「カ」との説もある。
20系・24系・E26系といった、集中電源方式の固定編成客車における、発電設備搭載車両が代表例であるが、それ以前はカシ36形（1951年）や、カニ38形（1959年）など、特殊例があるのみであった。

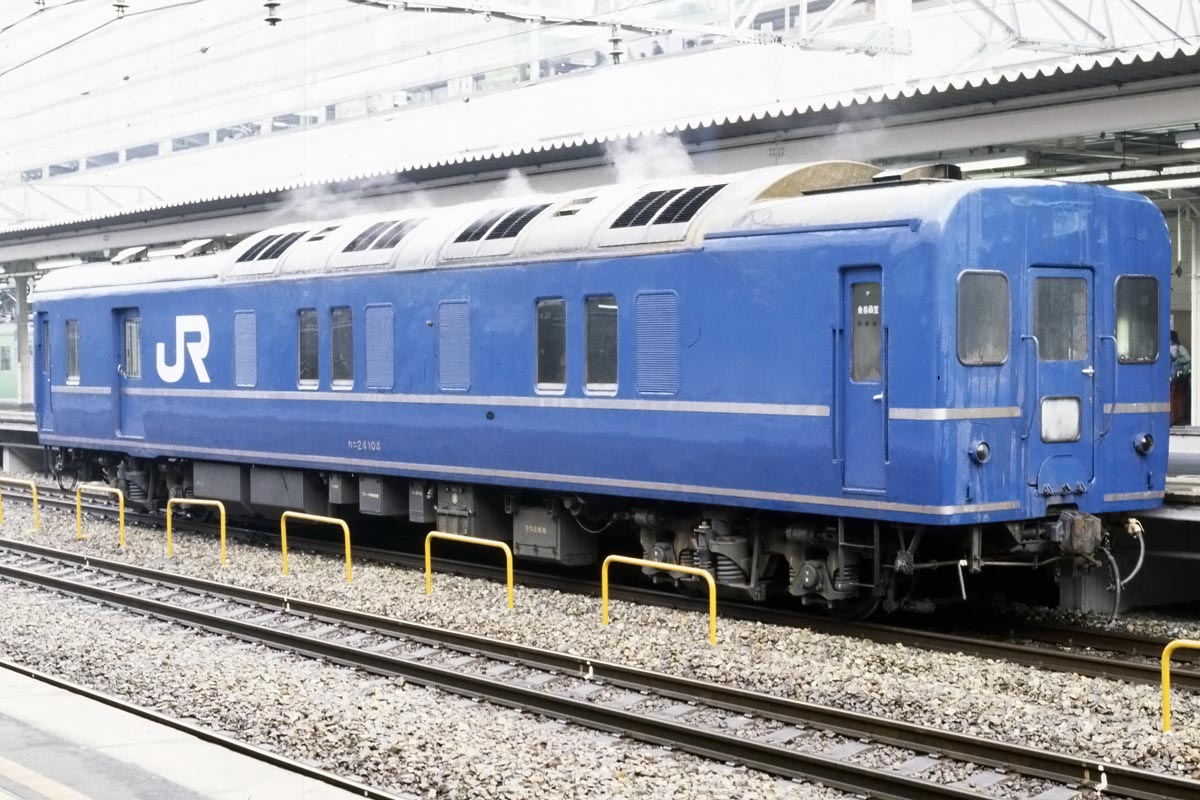
24系（カニ24形）

## 用途記号
用途記号は、客車の用途に応じて単独で、また合造車の場合は下記の順番で重ねて使用される。AB寝台合造車は「ロハネ」、旧一等二等寝台合造車は「イロネ」とそれぞれ標記される。また備考欄の→の左は1960年の二等級制への移行以前の等級（旧で示す）、右はそれから1969年のモノクラス制移行までを示す。
緩急車については記号の末尾に「フ」が加えられるが、同様の設備を有していても展望車、郵便車・荷物車・事業用車には用いない。緩急車とは車掌室を有し、手ブレーキまたは車掌弁がある車両のことである。
| 記号 | 用途                  | 備考 |
| ---- | --------------------- | --- |
| イネ | 旧一等寝台車 A寝台車  | 二等級制への移行により廃止。JR九州77系客車の寝台車で再び採用。 |
| ロネ | A寝台車               | 旧二等寝台車→一等寝台車 |
| ハネ | B寝台車               | 旧三等寝台車→二等寝台車 |
| イ   | 旧一等車 ラウンジカー | 二等級制への移行により廃止。1987年にマロテ49(旧マイテ49)が復元された際に、「イ」の記号で車籍復帰し再び採用。 その後、JR九州77系客車のラウンジカーでも使用。                                 |
| ロ   | グリーン車            | 旧二等車→一等車 |
| ハ   | 普通車                | 旧三等車→二等車 |
| シ   | 食堂車                | ビュッフェ含む |
| ヘ   | 病客車                | 現存せず。等級の区分があり、旧一等病客車は「イヘ」、 旧二等病客車は「ロヘ」で、旧三等病客車のみ「ヘ」と表記される。                                                                         |
| ミ   | 軍務車                | 太平洋戦争後の連合国軍占領時代に存在し、現存せず。 （ただし車両称号規程に正式に存在するものではない。詳細はリンク先参照）。                                                                 |
| テ   | 展望車                | 付属する客室の等級により旧一等展望車は「イテ」、二等級制への移行以後の一等展望車（現・グリーン展望車）は「ロテ」と表記。 JR化後にJR北海道・JR西日本で「ハテ」（普通展望車）の使用例がある。 |
| ユ   | 郵便車                | 鉄道郵便の廃止に伴い本来の用途からは退いたが、国鉄・JR所有車の場合救援車代用などとして現存。                                                                                                |
| ニ   | 荷物車                | 鉄道小荷物制度の廃止に伴い本来の用途からは退いたが、救援車代用などとして現存。 |
| ヌ   | 暖房車                | 現存せず。 |
| ヤ   | 職用車 試験車         | |
| エ   | 救援車                | 1953年制定。現存せず。 |
| ル   | 配給車                | 1953年制定。現存せず。 |

## 形式を表す番号

### 十位の数字
1941年に制定された称号規程では、鋼製客車の十位の数字は木造客車との区別を容易にするため3-9と設定されたが実際には3-4が用いられ、戦後、戦災復旧客車や鋼体化客車の登場とともに範囲が広がった。1953年称号規程では1・2も加えられ、軽量客車、固定編成客車等に使用された。
十位の数字は特に定義づけられてはいないが、以下に1953年称号規程以降、事実上用いられた区分を示す。なお、（）内の車両はこの規程が制定された後に設計・製造されたものである。
| 形式番号 | 車種             | 例                                                          |
| -------- | ---------------- | ----------------------------------------------------------- |
| 1        | （軽量客車）     | （ナハ10系）                                                |
| 2        |                  | 1953年称号改正で一部使用                                    |
| 3 - 5    | 一般的な鋼製客車 | スハ32系・オハ35系・スハ43系客車群（5は一部の使用に留まる） |
| 6        | 鋼体化客車       | 60系客車群                                                  |
| 7        | 戦災復旧客車     | 70系客車群                                                  |
| 8        | （和式客車）     | （スロ81系）                                                |
| 9        | 特殊客車         |                                                             |

20系固定編成客車登場以後の客車においても、同じく規程上ではなく事実上用いられた区分が存在する。JR化後に新製された車両のうち、E26系（代用電源車カヤ27-501を除く）はこの数字の前にJR東日本の車両を示すE（Eastの頭文字）が付く。
| 形式番号 | 車種         | 例                                |
| -------- | ------------ | --------------------------------- |
| 1        | 分散電源方式 | 12系・14系・14系15形              |
| 2・7     | 集中電源方式 | 20系・24系・24系25形・E26系・77系 |
| 3        | 一般形       | 35系4000番台                      |
| 4        | 設定なし     |                                   |
| 5        | 一般形       | 50系・50系51形                    |
| 6・8・9  | 設定なし     |                                   |

### 一位の数字

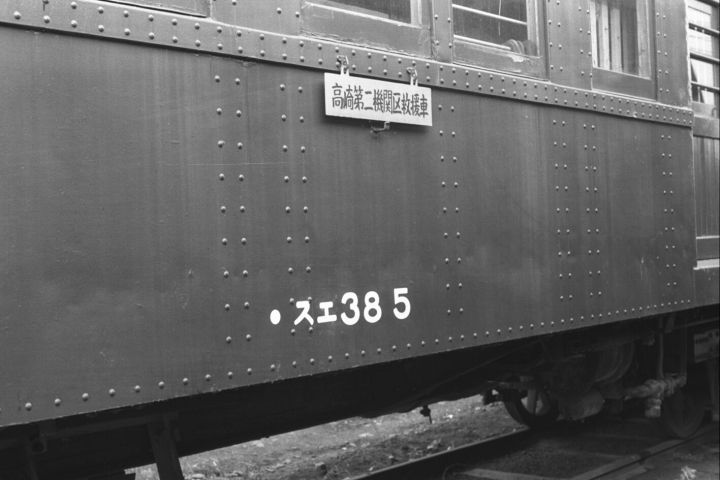
3軸ボギー車スエ38形の標記。
前の丸印は、横川駅-軽井沢駅間通過対策済みを示すマーク。

一位の数字は台車の車軸数を表す。1928年の形式称号規程では、0 - 6が2軸ボギー車、7 - 9が3軸ボギー車であった。現用の規程は1953年の規定改正により制定されたもので、この改正によりそれまで一位が7であった3軸ボギー客車は、形式称号が変更された。
| 形式番号 | 台車          |
| -------- | ------------- |
| 0 - 7    | 2軸ボギー台車 |
| 8・9     | 3軸ボギー台車 |

## 同一形式内の製造番号
製造番号は、原則として製造順に1から番号が付けられるが、仕様や用途の違いによって番台区分されることがある。
この内、共通なものとして電気暖房を設備する一般形客車については、原番に2000が加えられる。電気暖房用の設備は1t強の重量があるため、設備取付けによって重量記号が上の区分に変更されることがある。こうした場合には、同じ用途で重量記号のみ異なる同形式になるような形式数字は付与しないとの原則（前述）に則り、別の形式数字が付与される。そのため、本来同形のものであっても、電気暖房設備の有無によって形式が分かれる（例えば、オロ35形（電気暖房なし）とスロ43形（電気暖房付き）等）ことがある。

## 木造・雑形客車等の形式番号
2軸車・3軸車、大正期の制式木造客車や、私鉄の買収によって国鉄籍を得た客車は、1928年に制定された称号規程による形式番号が、1941年鋼製客車に独自の称号規程が制定された後も、改称されることはなかった。その後1953年の規程改正で変更が行われた。
1953年規程改正後は、2軸車は10 - 999（3軸車は除外）、雑形2軸ボギー車は1000 - 7999、雑形3軸ボギー車は8000 - 9999、中形2軸ボギー車は10000 - 17999、中形3軸ボギー車は18000 - 19999、大形2軸ボギー車は20000 - 27999、大形3軸ボギー車は28000 - 29999とされた。すなわち台車による千位の数字での区分は0 - 7が2軸ボギー車、8、9が3軸ボギー車である。なお改番過程で鋼製雑形（当時あった貨車改造の軍務車、買収私鉄から引き継いだ客車等）は1000 - 2999にまとめ、営業用を2599以下、事業用を2600以上とした。また木造事業用客車についても各区分ごとにヤ・エ・ルの種別と重量記号によって小区分した番号を付けた。職用車・救援車・配給車ごとにそれぞれ下4桁を2軸ボギー車は 6800-, 7000-, 7500- に、3軸ボギー車は 9800-, 9900-, 9950- に区分し、職用車は重量および用途によりさらに形式を区分し、救援車および配給車はもっぱら重量によって形式を区分した（そのため同じ形式でもさまざまな出自や構造を持つ車両が混在した）。
この範疇に属する客車は、鋼製雑形客車のナエ2700が1971年6月11日に廃車されて消滅した。（木造雑型客車の最後は1964年1月31日廃車のナヤ9836である。）その後貨車の改造により再度JR北海道にこの範疇の車両が存在したが、番号の付与体系についてはこの規定に全く則っていない。
| 改正前    | 改正後    | 用途               | 改正前        | 改正後        | 用途           |
| --------- | --------- | ------------------ | ------------- | ------------- | -------------- |
| コヤ6600  | コヤ6800  | 職用車（元特別車） | ナヤ16850     | ナエ17100     | 救援車         |
| コヤ6610  | コヤ6810  | 職用車（元特別車） | ナヤ16960     | ナエ17100     | 救援車         |
| コヤ6615  | コヤ6820  | 保健車             | ナヤ16970     | ナエ17100     | 救援車         |
| ホヤ6570  | コヤ6830  | 工事車             | ナヤ16990     | ナエ17100     | 救援車         |
| ホヤ6500  | ホエ7000  | 救援車             | ナヤ16890     | ナエ17100     | 救援車         |
| ホヤ6620  | ホエ7000  | 救援車             | ナヤ16830     | ナエ17100     | 救援車         |
| ホヤ6660  | ホエ7000  | 救援車             | ナヤ16890     | ナル17600     | 配給車         |
| ホヤ6780  | ホエ7000  | 救援車             | ナヤ16900     | ナル17600     | 配給車         |
| ホヤ6790  | ホエ7000  | 救援車             | ナヤ16910     | ナル17600     | 配給車         |
| ホヤ6670  | ホエ7000  | 救援車             | ナヤ16920     | ナル17600     | 配給車         |
| ホヤ6720  | ホエ7000  | 救援車             | ナヤ16930     | ナル17600     | 配給車         |
| ナヤ6630  | ナエ7200  | 救援車             | ナヤ16820     | ナル17600     | 配給車         |
| ホヤ6690  | ホル7500  | 配給車             | ナヤ19890     | ナヤ19800     | 工事車         |
| ホヤ6720  | ホル7500  | 配給車             | （オヤ19920） | （オヤ19810） | （職用車）     |
| ホヤ6740  | ホル7500  | 配給車             | オヤ19950     | オヤ19820     | 軌道測定車     |
| ナヤ6760  | ホル7500  | 配給車             | オヤ19960     | オヤ19830     | 建築限界測定車 |
| ナヤ9800  | ナヤ9800  | 広報車             | オヤ19880     | オヤ19840     | 職用車         |
| ナヤ9950  | ナヤ9810  | 建築限界測定車     | オヤ19900     | オエ19900     | 救援車         |
| ナヤ9880  | ナヤ9820  | 工事車             | オヤ19980     | オエ19900     | 救援車         |
| ナヤ9890  | ナヤ9830  | 工事車             | オヤ19990     | オエ19900     | 救援車         |
| オヤ9970  | オヤ9840  | 教習車             | オヤ19920     | オエ19900     | 救援車         |
| ナヤ9990  | ナエ9900  | 救援車             | オヤ19930     | オル19950     | 配給車         |
| ナヤ9930  | ナエ9900  | 救援車             | スヤ19910     | スル19990     | 配給車         |
| ナヤ9910  | オエ9920  | 救援車             | オヤ26950     | オヤ26800     | 試験車         |
| オヤ9920  | オエ9920  | 救援車             | ナヤ26930     | ナエ27000     | 救援車         |
| ナヤ9980  | ナル9950  | 配給車             | ナヤ26960     | ナエ27000     | 救援車         |
| オヤ9940  | オル9970  | 配給車             | ナヤ26990     | ナエ27000     | 救援車         |
| ホヤ16800 | ホヤ16800 | 広報車             | ナヤ26980     | ナル27500     | 配給車         |
| ホヤ16950 | ホヤ16810 | 職用車             | ナヤ26900     | ナル27500     | 配給車         |
| ナヤ16940 | ナヤ16820 | 工事車             | オヤ26970     | オル27700     | 配給車         |
| ナヤ16880 | ナヤ16830 | 職員輸送車         | スヤ28950     | スエ29900     | 救援車         |
| ホヤ16950 | ホヤ16860 | 職用車             | スヤ28960     | スル29950     | 配給車         |
| ホヤ16980 | ホエ17000 | 救援車             | オハ27050     | オハ28050     | 三等車         |
| ホヤ16810 | ホエ17000 | 救援車             | オハ27050     | オハ28050     | 三等車         |

## 規程の歴史
客車の形式変更に関わる規定の主な歴史、改正を纏めると次のとおりである。なお1953年規程より前は四輪・六輪等であるものも2軸・3軸と記す。

### 明治期
- 車種を表す記号は明治20年代末から用いられたと考えられる。1898年（明治31年）刊の『日本鉄道紀要』の客車の写真では、車体に「い」（上等車）、「ろ」（中等車）、「は」（下等車）などのひらがな記号がみられる。

- 1900年（明治33年）に「客貨車検査及修理心得」が制定され、正式に定められた客車の記号と車種の名称は次の表に示すとおりである[8]。

| ボギー車 | ボギー車                       | 2軸車  | 2軸車               |
| 記号     | 名称                           | 記号   | 名称                |
| -------- | ------------------------------ | ------ | ------------------- |
| ニボ     | 1・2等合造ボギー客車           | イ     | 1等客車             |
| ロボ     | 2等ボギー客車                  | ロ     | 2等客車             |
| ホボ     | 2・3等合造ボギー客車           | ハ     | 3等客車             |
| ハボ     | 3等ボギー客車                  | ニ     | 1・2等合造客車      |
| ヨブボ   | 2・3等手荷物緩急合造ボギー客車 | ホ     | 2・3等合造客車      |
| ハブボ   | 3等手荷物緩急合造ボギー客車    | ヘ     | 2・3等緩急合造客車  |
| ハユボ   | 3等郵便緩急合造ボギー客車      | ヨユブ | 2等郵便緩急合造客車 |
| ブボ     | 手荷物緩急ボギー車             | ハブ   | 3等緩急合造客車     |
| ユボ     | 郵便緩急ボギー車               | ハユ   | 3等郵便合造客車     |
| ユブボ   | 郵便手荷物緩急合造ボギー車     | ハユブ | 3等郵便緩急合造客車 |
| ネボ     | 寝台車                         | ヨブ   | 局用車（2等緩急）   |
| シ       | 食堂車                         | ユブ   | 郵便緩急合造車      |
|          |                                | ユセ   | 郵便車              |
| ブ       | 手荷物緩急車                   |        |                     |

### 1911年称号規程
- 1911年（明治44年）1月16日付達第20号により制定された車両称号規程では客車の番号は形式別ではなく、一連の番号で付けており、番号だけでその形式を知ることができる。形式は、一連で付される同一形式車の最初の番号をとることとされ（したがって一の位が0の形式の車番は0から始まる）、車両の重量（換算両数）を表す記号（ボギー車のみ）と用途（等級等）を表す記号が併せて標記される。ただし同形式が予想以上に増備されると空き番がなくなる恐れがあった。
- したがって客車の形式は、1941年称号規程で鋼製客車について改訂される以前は、厳密には番号のみで表される。しかし実際には分かり易さのために記号を前に付けた形で呼ばれることが多く、以下でもそれに従う。
- 現在と異なる用途の記号は、特別車＝トク、試験車＝ケンなど。また電車＝デ、気動車＝ジ（自動から[注 25]。）も客車の内に含まれた（ただし電車・気動車ともに後ろにイロハの等級を付けない）。ボギー車の重量記号は、コ・ホ・ナ・オ・スのみで、積車換算両数から決められた。
- 当初は2軸車が1 - 4499、準客車が4500 - 4899、3軸車が4900 - 4999、ボギー車が5000 - 9999となるように考えられたが、のちに数回にわたって改訂が行われた[10]。
- ボギー車については、結局次の表のように番号が割り当てられた。1912年特急用客車の製造の際に4桁に収まりきらず10000番台を使用したこと、客車・電車の増加分に15000 - を使用したこと、また1918年（大正7年）以降に長軸ボギー台車をはいた客車に20000番台を割り当てたことなどにより、使用範囲が拡大した[11][注 26]。

|               | 長軸以前 | 長軸以前                              | 長軸以降 | 長軸以降                           |
| 割当番号      | 車種     | 割当番号                              | 車種     |                                    |
| 2軸ボギー客車 | 5000 -   | 特別車、寝台車、食堂車                | 20000 -  | 特別車、1等寝台、1・2等寝台車      |
| 2軸ボギー客車 | 5100 -   | 1・2等車                              | 20500 -  | 2等寝台、2等寝台緩急車             |
| 2軸ボギー客車 | 5200 -   | 2等、2等緩急車                        | 20800 -  | 食堂車                             |
| 2軸ボギー客車 | 5700 -   | 2・3等、2・3等緩急車                  | 20900 -  | 1等食堂、2等食堂                   |
| 2軸ボギー客車 | 6000 -   | 1等病客、2等病客車                    | 21000 -  | 1等、1等緩急車                     |
| 2軸ボギー客車 | 6100 -   | 電車（2等、2・3等、3等）              | 21100 -  | 1・2等、1・2等緩急車               |
| 2軸ボギー客車 | 6400 -   | 電車（付随車、荷物合造車）            | 21600 -  | 2等車                              |
| 2軸ボギー客車 | 6500 -   | 3等車                                 | 22100 -  | 2等緩急車                          |
| 2軸ボギー客車 | 7400 -   | 3等緩急車                             | 22300 -  | 2・3等、2・3等緩急車、2等病客車    |
| 2軸ボギー客車 | 8000 -   | 3等郵便、3等郵便緩急車                | 23100 -  | 電車（2等、3等）                   |
| 2軸ボギー客車 | 8200 -   | 3等郵便荷物車                         | 23600 -  | 電車（付随車、荷物合造車）         |
| 2軸ボギー客車 | 8300 -   | 3等荷物車                             | 23900 -  | 3等車                              |
| 2軸ボギー客車 | 8500 -   | 郵便、郵便緩急、郵便荷物車            | 25200 -  | 3等緩急車                          |
| 2軸ボギー客車 | 8800 -   | 荷物                                  | 26000 -  | 3等郵便、3等郵便緩急車             |
| 2軸ボギー客車 |          |                                       | 26600 -  | 3等郵便荷物、3等荷物車             |
| 2軸ボギー客車 |          |                                       | 27400 -  | 郵便、郵便緩急車                   |
| 2軸ボギー客車 |          |                                       | 27500 -  | 郵便荷物車                         |
| 2軸ボギー客車 |          |                                       | 27700 -  | 荷物車                             |
| 3軸ボギー客車 | 9000 -   | 特別、寝台、食堂、その合造、1等食堂車 | 28000 -  | 特別車                             |
| 3軸ボギー客車 | 9200 -   | 2等食堂、1等、2等、1・2等車           | 28200 -  | 1等寝台                            |
| 3軸ボギー客車 | 9300 -   | 2等、2等緩急車                        | 28400 -  | 1・2等寝台、2等寝台、2等寝台緩急車 |
| 3軸ボギー客車 | 9400 -   | 2・3等、2・3等緩急車                  | 28600 -  | 1・2等食堂、食堂                   |
| 3軸ボギー客車 | 9500 -   | 3等、3等緩急車                        | 28800 -  | 1等、1等緩急、1・2等、1・2等緩急車 |
| 3軸ボギー客車 | 9700 -   | 3等郵便、3等荷物車                    | 29000 -  | 2等、2等緩急、2・3等、2・3等緩急車 |
| 3軸ボギー客車 | 9900 -   | 郵物荷物・荷物車                      | 29300 -  | 3等、3等緩急車                     |
| 3軸ボギー客車 | 10000 -  | 1等寝台、2等寝台、食堂車              | 29700 -  | 3等荷物、3等郵便、郵便車           |
| 3軸ボギー客車 |          |                                       | 29900 -  | 郵便荷物、荷物車                   |
| 2軸ボギー客車 | 15000 -  | 客車（5000 - 8999の増加分）           |          |                                    |
| 2軸ボギー客車 | 16100 -  | 電車（〃）                            |          |                                    |
| 2軸ボギー客車 | 16500 -  | 客車（〃）                            |          |                                    |

- 1927年（昭和2年）の鋼製客車（当時のオハ44400形の系列、のちのオハ31系）の登場にあたっては、空き番号の40000番台[注 27]が割り当てられた。ただし千位以下の数字で形式を区分する方式は20000番台と同様である[注 28]。

### 1913年改正
- 1913年（大正2年）4月22日付達第301号により、換算両数の算出方法が変更され[13]、車種によって細かく換算両数を規定し、6月1日から実施された。また同日付達第302号により、ボギー車の重量記号を、従来の積車換算でなく積車と空車の換算両数の組み合わせで決めることになった。車両により積車換算は空車換算に+1のものと+0.5のものとあったが、結局は空車2.0未満、2.0、2.5、3.0、3.5以上にコ・ホ・ナ・オ・スをつけることになる。なお「ホ」には「寝台車にはこの文字を冠せず」との規定がある。この時の改正により例えば重量記号が「ホ」から「ナ」に変更されたものなどが多くある。

### 1924年改正
| 積車    | 空車 | 記号                               |
| ------- | ---- | ---------------------------------- |
| 4.5     | 3.5  | マ                                 |
| 4.0     | 3.5  | ス                                 |
| 3.5     | 3.0  | オ                                 |
| 3.0     | 2.5  | ナ                                 |
| 2.5     | 2.0  | ホ （寝台車にはこの文字 を冠せず） |
| 2.0以下 | -    | コ                                 |

- 1924年（大正13年）9月17日達655号で客貨車換算法が改正され、11月1日から施行された[14]。これと同時に達654号で車両称号規程が改正され、重量記号が右の表のように改正された[15]。換算両数改訂により重量記号が例えば「ホ」から「ナ」に変更されたものなどがあり、この場合寝台車では右の「ホ」の項目の注記により重量記号がなかったものに新たに冠せられることもあった。

### 1928年称号規程
- 1928年（昭和3年）5月17日付達第380号（10月1日施行）[16]により、ボギー客車を構造に応じ、雑形、中形（従来基本形と呼んだ明治43年制定の形のもの）、大形（大正8年以降の幅2800mmのもの）、鋼製に区分、また車輪配置を2軸、3軸、2軸ボギー、3軸ボギーと分けた。番号は2軸車および雑形2軸ボギー車は1 - 6999、3軸車および雑形3軸ボギー車は7000 - 9999、中形ボギー車は10000 - 19999、大形ボギー車は20000 - 29999、鋼製ボギー車は30000 - 39999とされた。台車による区分については、千位の数字で区別され、0 - 6が2軸ボギー車、7 - 9が3軸ボギー車。
- 重量記号は現行同様、コ・ホ・ナ・オ・ス・マ・カと定めて、積車重量によることとされた。
- 電車はこのとき客車から区別されることになった。国鉄旧形電車の車両形式参照。
- 上記のオハ44400形の系列については、30000番台に改番された。
- 1934年（昭和9年）2月3日付達第45号により、鋼製ボギー客車に40000 - 49999が追加された。

### 1941年称号規程
- 1941年11月4日達639号（10月1日施行）により、その他の客車から区別して鋼製客車に独自の称号規程が制定された。これにより、形式はオハ等の記号と、2桁の数字（形式番号）で表され、その後に製造番号を1から付番するという現在のような方式になった。形式番号は30 - 99とし、第2位（一の位）の数字0 - 6が2軸ボギー車、7 - 9が3軸ボギー車を表す。そして車種別（ロネ・ハ・ハフ等）ごとに落成順に形式を付ける。ただし実際には鋼製2軸ボギー車には30 - 36、40 - 46、3軸ボギー車には37 - 39、47 - 49を当てた[17]。また形式番号と製造番号の間の空白はないため、オハ351、スハ32600のような標記となる。
- なおこのときスハ33650形→オハ35形など、重量記号の変更も多数生じているが、例えばオハ35形でいえば実は製造時から重量としてはオ級だったがスハとしていたものについて、重量記号の改正が同時に行われたものである。詳細は当該項目参照。
- 暖房車は雑形に分類されたままであったが、1949年7月24日国鉄作47号で鋼製2軸ボギー客車として扱うことになり、改番された[注 29]。

- 1942年に、輸送量の増大に伴い、7月30日達423号により車両換算法が改正され、客貨車と機関車の換算法が統一されたが、主に貨車の輸送改善に関わる[19]。

### 1949年車両換算法改正
- 1949年6月11日（鉄道公報通達）の車両換算法の改正により、進駐軍接収車を中心に若干の車種の重量記号が改められた[20]。

### 1953年称号規程
- 1953年4月8日達225号（6月1日施行）の車両称号規程では、ボギー客車を、鋼製20メートル、鋼製17メートル、鋼製雑形、木製に分類した。木製は必要に応じ、さらに大形、中形、雑形に分ける。
- 形式番号は10 - 99とし、形式番号第2位の数字による台車の区分を、3軸の減少傾向から7を2軸ボギーに譲り、その位が7であった3軸ボギー客車は、形式称号が変更された。
- 木造ボギー客車の台車による千位の数字での区分も上と同様に変更した。詳細は上記木造・雑形客車等の形式番号を参照。
- 前々項により形式番号37の車輌は二重屋根の車を含むものが多い[注 30]ので原則29に変更し、その中で丸屋根のものは番号を100番台とした。一方すべて丸屋根の形式は38に変更した（マロネロ37→38等）[4]。
- 車輌換算法の改正で、冷房付きの車は夏季冷房期間中は一様に重量記号の表す換算両数に0.5を加算して扱う[注 31]ことになるので（これ以前は車種により1を加算するものと0.5を加算するものがあった）、夏季に冷房を取り付けることになっている車両の形式はマに統一した。これによりスの場合同形式中でも冷房取り付けの有無により形式を変え、スシ37は冷房付をマシ29に（前項の適用）、他をスシ28（同例外）に変更した[4]。
- 事業用車中、救援車エと配給車ルを区分した。
- 広義の「客車」の中に「気動車」という分類を設けることとした[4]。
- この前年から車体に記す形式番号と製造番号の数字の間に半区割の空白を空けることとした[21]。

### 1955年改正
- 1955年（昭和30年）7月1日に利用率の悪い1等寝台が廃止され、2等寝台車に格下げされたため該当の客車は「イネ」であったものが「ロネ」となった。

- 1956年2月22日達95号の車両称号規程改正では、これまで広義の「客車」の中に狭義の「客車」・「電車」・「気動車」を置いていたが、広義の大分類を「旅客車」と改めた[22]。

### 1960年改正
- 国鉄の等級制の整理が行われ1等（イ・定期使用では展望車のみ）を廃止、従来の2等（ロ）を1等に、従来の3等（ハ）を2等に変更して2等級制となったが、そのまま1等を「ロ」・2等を「ハ」として移行したためほとんどの車種については記号の変更がなかった。ただし旧1等（イ）はこれに伴い新たな1等（ロ）に格下げされたためスイテ→スロテ等の変更が行われた。なお当時残っていた旧1等車についてはこちらを参照。

### 国鉄分割民営化後
- 国鉄の分割民営化後は、フリークエンシーサービス強化と収益性改善のため電車・気動車の増備と更新が急がれた。一方で客車は長期にわたって既存の系列のみが保有された。新形式が登場しても、それらは12系・14系・24系・50系のいずれかのグループに属するものだった。
- 例外としてJR北海道がスハ44形の改造でスハシ44形を、C62ニセコ号用のカフェカーとして登場させている。
- また、国鉄時代には「暗黙の了解」として同一等級・同一番号の形式を使用しないこととしていたが、JR化後は各社でブルートレインの体質改善のための改造形式が登場したため、この慣例は破られることになった。
- 客車列車全体が減少傾向にあり、国鉄形式の消化と改造で終焉するかに思われたが、1999年（平成11年）に寝台特急カシオペア用としてJR東日本E26系客車が登場する。この形式では、JR東日本がすでに電車・気動車で採用していた、形式記号と形式番号の間にJR東日本形式であることを示す「E」をつけた形式とした。一方で、形式番号自体は国鉄時代までに使用していた25に続いて26・27の番号が使用された。
- 2001年（平成13年）には、2軸車、かつ展望車「テ」の形式を持つハテ8000形がJR北海道で誕生する。これ以降、いわゆる観光用イベント列車用の展望車形式として再び「テ」が使用されるようになる。
- 等級号も長く1960年改正以降の「ロ」「ハ」のみを使用してきたが、ブルートレイン「北斗星」の「ロイヤル」登場後、「明らかにサービスの格が違うにもかかわらず等級号が同じ」という現象が続いていた。2013年（平成25年）、JR九州がクルーズトレインななつ星 in 九州用にJR九州77系客車を新製する際、現状のA寝台車よりもさらに上のサービスであることを示すため「イネ」を採用。国鉄時代のように等級税がかかるわけではないが、実質的に3等制の復活となった[注 32]。